# 1939년 치얀 지진
1939년 치얀 지진은 1월 24일 칠레 중남부에서 발생한 표면파 규모 8.3의 지진으로 최대 수정 메르칼리 진도 계급 기준 X를 기록했다. 1960년의 칠레 대지진의 사망자가 2,231명에서 6,000명(공식 추정치는 크게 다름)으로 크게 차이나는 것에 비해 약 28,000명이 사망하여 칠레에서 발생한 지진 중 가장 많은 사망자를 낸 지진이다.

## 지진
23시 32분 치얀 아래에서 땅이 심하게 흔들리기 시작하여 약 3,500채의 가옥과 당시 시내에 있던 최근 지어진 카사 라비에(Casa Rabié)를 포함해 도시의 절반 이상이 파괴되었다. 이후 여진이 이어졌지만 강도는 약해 도시 전체가 완전히 파괴되었다. 그 전까지 치얀 대성당은 이 지역의 주요 건물 중 하나였지만 완전히 파괴되었다. 이를 대체하기 위해 지어진 교회는 향후 지진을 견딜 수 있도록 특별히 설계되었다.
23시 35분, 콘셉시온이 격렬하게 강타당했다. 거의 모든 건물(주택의 약 95%)이 완전히 파괴되었다. 극장에서는 큰 샹들리에가 흔들리기 시작하는 공연이 진행 중이었다. 안에 있던 사람들은 겁에 질려 계단을 따라 도망쳤지만, 나선형 계단이 금이 가 많은 사람들이 틈새로 떨어졌다. O’히긴스(O’Higgins)와 아니발 핀토(Aníbal Pinto) 대로 교차로에는 시체가 쌓였고, 나중에 공동묘지로 옮겨져 넓은 땅에 매장되었다.
도시 전체의 전기가 끊겼고 도시 여러 지점에서 수십 건의 화재가 보고되었다. 식수 공급도 심각하게 영향을 받았다. 도시 전체의 재산 피해는 30억 페소 이상으로 평가되었다. 중앙 시장, 칠레 우체국 등 도시의 여러 상징적인 건물이 파괴되었지만, 가장 상징적인 건물은 독립 광장으로 심각한 피해를 입었다. 두 개의 탑이 위험하게 기울어져 철거해야 했다. 또 다른 영향을 받은 건물은 콘셉시온 구 중앙역의 첫 번째 건물이었다. 1941년, 두 번째 역 건물의 건설이 시작되었다.

## 지질학
치얀 도시는 칠레의 대륙판 위에 있다. 치얀시는 신생대 말기 중앙 종단 계곡에 해당하는 지각 구조 위에 건설되었다. 형태학적으로 이 지역은 충적 평야에 해당하며, 빙하성 하천 퇴적물이 우세하며, 콰테르나리오 동안 누블레 강과 북쪽의 카토 강, 남쪽의 치얀 강이 작용하여 형성되었으며, 이들 모두는 이타타 대배수지의 지류이다. 치얀의 자연 흐름은 이후 지질학적 연구를 통해 확인되었는데, 1939년 지진의 근원을 찾아 80미터 이상의 탐사를 진행했지만 기반암을 찾지 못했다.

## 대응

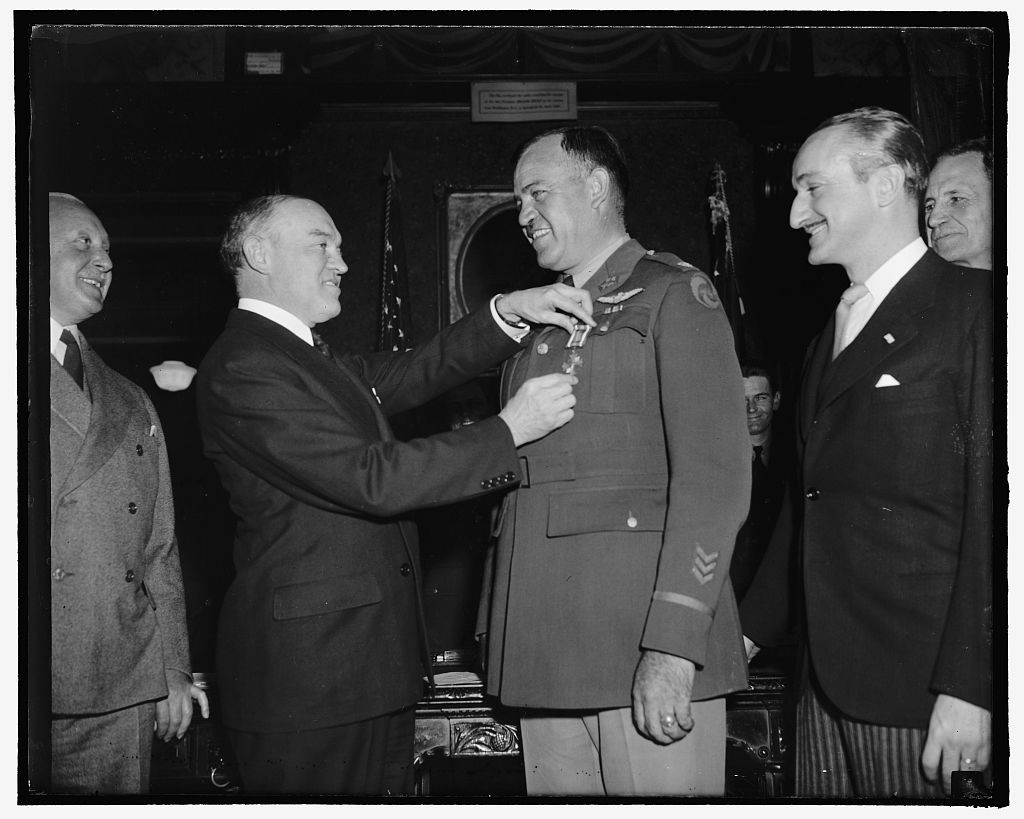
헤인즈 소령이 구호 비행을 지휘한 공로로 수훈비행십자훈장을 받고 있다.

1939년 2월 초, 미 육군 항공대 소속 케일럽 V. 헤인즈 소령은 실험용 시제품 보잉 XB-15 폭격기에 실린 미국 적십자사 의료품을 싣고 특별 "구호 비행"을 지휘했다. 이 비행기는 버지니아 주 랭글리 필드에서 칠레 산티아고로 출발하여 파나마 운하 지대와 페루 리마에서 두 번만 급유하고 49시간 18분 만에 4,933마일을 비행했다. 승무원들은 항공대원들이 "그 해 가장 공로가 큰 비행"을 한 공로로 1939년 매케이 트로피를 수상하기도 했다.
사건 후 칠레 정부는 국가 재건 및 산업화를 돕고 농업을 기계화하며 광업 발전을 돕기 위해 CORFO(스페인어로 생산 개발 공사를 의미하는 약어)를 설립했다.

## 갤러리

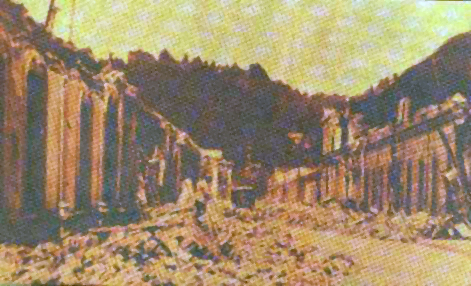
콘셉시온
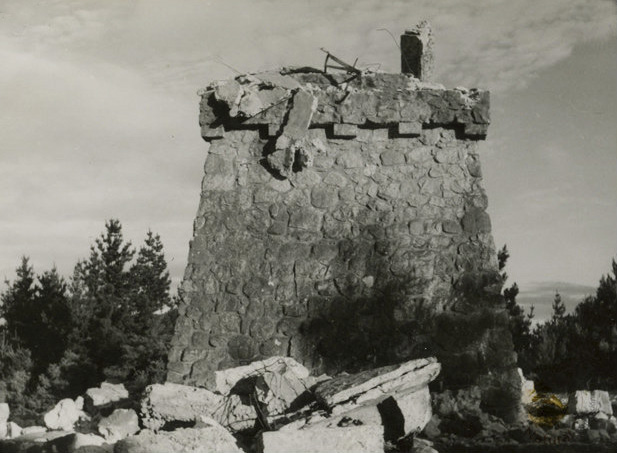
콘셉시온의 "엘 미라도르 알레만"
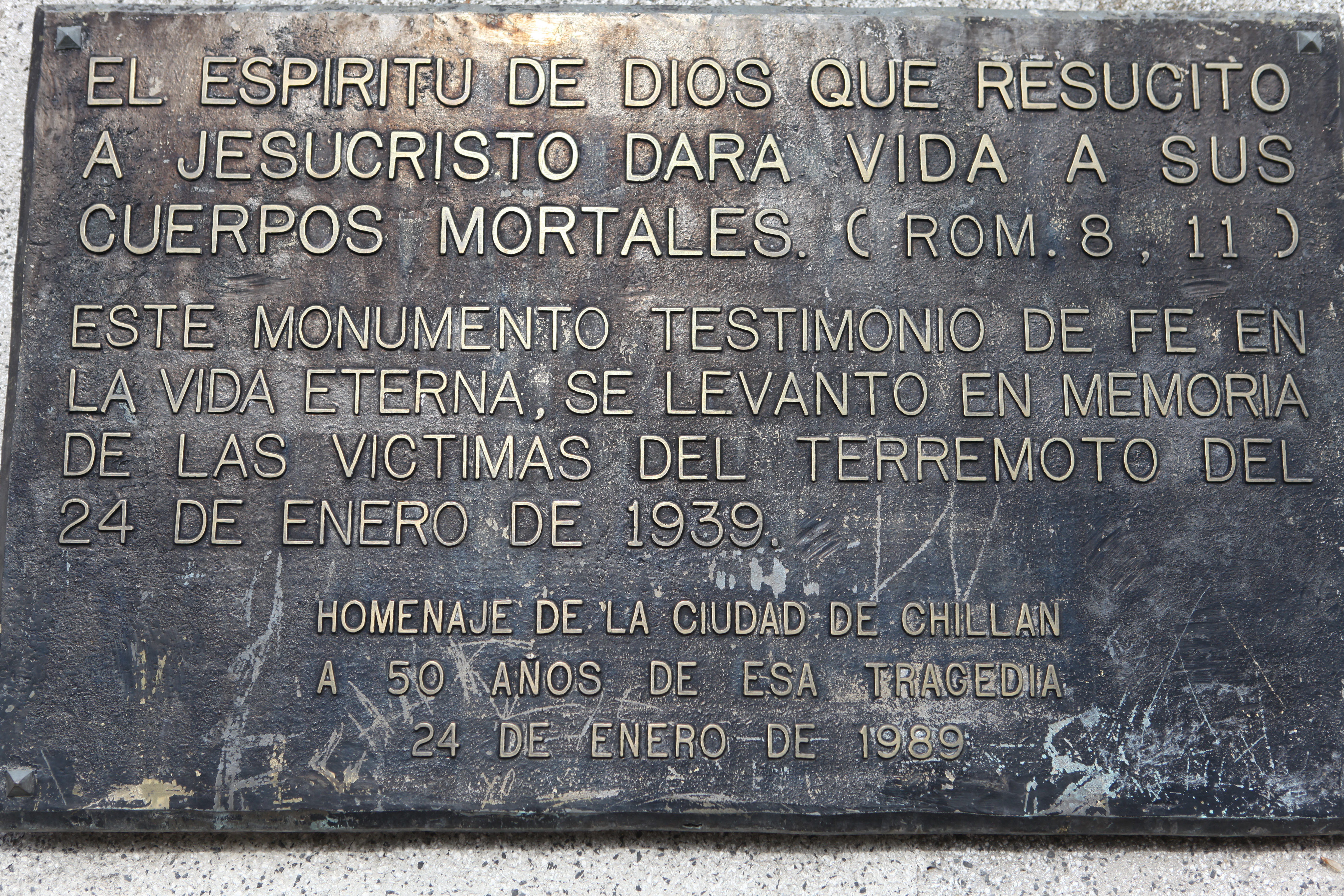
치얀 대성당 옆 대지진 추모 비석은 50주년에 세워졌다.

## 같이 보기
- 1939년 지진
- 칠레의 지진 목록

## 참고 문헌
- Dauer, Quinn (2012). 《Natural Disasters and Comparative State-Formation and Nation-Building: Earthquakes in Argentina and Chile (1822–1939)》 (PhD). FIU Electronic Theses and Dissertations. doi:10.25148/etd.FI12120403.